# Ретрит (місто)
Ретрит (англ. Retreat) — місто (англ. town) в США, в окрузі Наварро штату Техас. Населення — 410 осіб (2020).

## Географія
Ретріт розташований за координатами 32°2′54″ пн. ш. 96°28′37″ зх. д. / 32.04833° пн. ш. 96.47694° зх. д. (32.048450, -96.476908).  За даними Бюро перепису населення США в 2010 році місто мало площу 12,88 км², з яких 12,82 км² — суходіл та 0,07 км² — водойми.

## Демографія
Згідно з переписом 2010 року, у місті мешкало 377 осіб у 143 домогосподарствах у складі 116 родин. Густота населення становила 29 осіб/км².  Було 158 помешкань (12/км²).
Расовий склад населення:
| - 83,3 % — білих - 4,2 % — чорних або афроамериканців - 2,7 % — вихідців з тихоокеанських островів - 7,7 % — осіб інших рас |

До двох чи більше рас належало 2,1 %. Частка іспаномовних становила 17,5 % від усіх жителів.
За віковим діапазоном населення розподілялося таким чином: 20,7 % — особи молодші 18 років, 62,6 % — особи у віці 18—64 років, 16,7 % — особи у віці 65 років та старші. Медіана віку мешканця становила 43,4 року. На 100 осіб жіночої статі у місті припадало 97,4 чоловіків;  на 100 жінок у віці від 18 років та старших — 96,7 чоловіків також старших 18 років.
Середній дохід на одне домашнє господарство  становив 64 556 доларів США (медіана — 56 058), а середній дохід на одну сім'ю — 71 247 доларів (медіана — 66 250). За межею бідності перебувало 10,8 % осіб, у тому числі 25,2 % дітей у віці до 18 років та 0,0 % осіб у віці 65 років та старших.
Цивільне працевлаштоване населення становило 195 осіб. Основні галузі зайнятості: освіта, охорона здоров'я та соціальна допомога — 12,8 %, мистецтво, розваги та відпочинок — 10,3 %, транспорт — 9,7 %, виробництво — 9,7 %.